# 臼田孝
臼田 孝（うすだ たかし - ）は、日本の機械工学者である。工学博士。産業技術総合研究所計量標準総合センターのセンター長。国際度量衡委員会の委員であり、キログラムの定義改正に参画した。

## 経歴
長野県上伊那郡辰野町出身。長野県諏訪清陵高等学校を経て、1987年3月、東京工業大学大学院総合理工学研究科修士課程修了。新日本製鐵（現・日本製鉄）勤務を経て、1990年4月、通商産業省工業技術院計量研究所（現在の産業技術総合研究所）に入所。1998年から1999年までドイツ物理工学研究所で招聘研究員を務め、2000年から2001年までフランス国立科学研究センターで招聘研究員を務めた。現在は振動計測や物理センサの校正技術等に従事している。

## 著書
- 臼田 孝『新しい1キログラムの測り方 - 科学が進めば単位が変わる』（第1刷）講談社〈ブルーバックスB-2056〉、2018年4月18日。ASIN 4065020565。ISBN 978-4-06-502056-2。 NCID BB25919929。OCLC 1034652987。全国書誌番号:23054175。ASIN B07CBWDV18（Kindle版）。
- 臼田 孝『宇宙を支配する「定数」　万有引力定数から光速、プランク定数まで』（第1刷）講談社〈ブルーバックスB-〉、2022年2月17日。ISBN 978-4065273296。

## 受賞歴
- 市村学術貢献賞 2010年